# L'Esprit des journaux francois et étrangers...
L'Esprit des journaux françois et étrangers par une société de Gens-de-Lettres est un ouvrage publié de 1784 à 1793 par Jean-Jacques Tutot à Paris et Liège. Cet ouvrage est parfois classé dans les périodiques modernistes de l'époque des Lumières en Principauté de Liège.
Il fut aussi édité à Paris (chez Valade de 1773 à 1776) également à Bruxelles, participe au foisonnement de la vie intellectuelle en Principauté de Liège. Des études locales ont été réalisées.  Marcel  Florkin a étudié l'un des directeurs scientifiques de la publication. On a étudié aussi l'image que le journal se faisait de la Chine. Enfin J. Proud  a consacré sa thèse doctorale, encore inédite, à la publication (Université d'Exeter).
En septembre 2007, le Groupe d'étude du XVIIIe siècle de l'Université de Liège (GEDHS) a entrepris l'indexation systématique et le dépouillement de L'Esprit des journaux. Cette analyse a donné lieu au deuxième colloque international du GEDHS sur le thème «Diffusion et transferts de la modernité dans L'Esprit des journaux ».